# Хабешское имя
Хабешское имя (имя представителя одного из хабешских народов, проживающих на территории Эфиопии и Эритреи) конструируется примерно по тем же принципам, что и арабское имя: оно не имеет фамилии, но включает в себя имя одного из родителей. Традиционно к личному имени добавляется имя отца, однако законодательство Эритреи позволяет использовать и имя матери.
На Западе используемые в хабешских именах имена отцов или матерей часто по ошибке принимают за фамилии.
В связи с тем, что вторая часть имени не является фамилией, она не изменяется при выходе девушки замуж, и не передаётся по наследству: так, к примеру, отца известного эфиопского спортсмена Хайле Гебреселассие звали «Гебреселассие Бекеле».

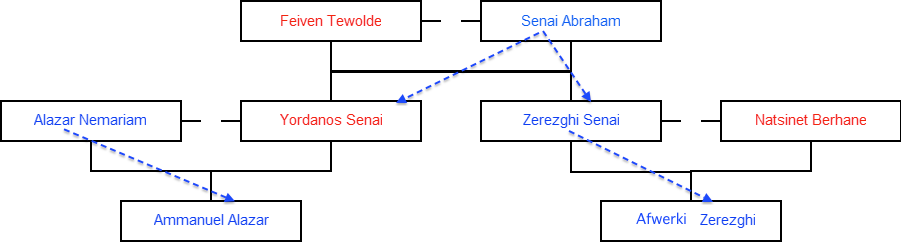
Пример генеалогического древа Эритреи. Синий: мужской; красный: женский.